# 4630 Bochum
4630 Bochum ist das fünfte Studioalbum des deutschen Musikers Herbert Grönemeyer, das im Mai 1984 erschien.

## Entstehung und Veröffentlichung
Die Erstveröffentlichung als Langspielplatte von 4630 Bochum erfolgte am 11. Mai 1984 bei EMI Music. Die Veröffentlichung auf CD war am 14. August 1984. Das Album erschien in seiner Originalausführung als CD (Katalognummer: 564-14 6905 2) und LP (Katalognummer: 066-1469051) mit zehn Titeln. Zum 40-jährigen Jubiläum erschien am 7. Juni 2024 eine Sonderausgabe bei Vertigo Records mit zwei Bonusalben, darunter die Duett-EP #40 Bochum sowie das Remixalbum Bochum (2024 Mix) (Katalognummer: 060246532311).
Geschrieben und produziert wurden die Lieder allesamt alleine von Grönemeyer selbst. Er war lediglich am Schreibprozess zu Alkohol nicht beteiligt, die Komposition sowie der Text hierzu stammen von Norbert Hamm und Gagey Mrozeck. Das Album wurde zwischen Januar und März 1984 im EMI-Tonstudio II am Maarweg in Köln aufgenommen. Es ist das erste Album von Grönemeyer bei EMI, nachdem Intercord seinen Plattenvertrag aufgelöst hatte.
Bei „4630“ handelt es sich um die damalige Postleitzahl der Stadt Bochum, die Stadt, in der Grönemeyer aufgewachsen ist und in der er am Schauspielhaus als Musiker gearbeitet hatte.

## Artwork
Das Frontcover zeigt in Blockschreibschrift mit weißer Kreide auf schwarzem Grund den einer Briefadressierung ähnelnden Schriftzug:
Herbert
Grönemeyer
4630 Bochum

## Titelliste
1. Bochum – 3:50
2. Männer – 4:00
3. Flugzeuge im Bauch – 3:54
4. Alkohol – 4:29
5. Amerika – 3:26
6. Für Dich da – 3:23
7. Jetzt oder nie – 4:57
8. Fangfragen – 4:17
9. Erwischt – 4:01
10. Mambo – 2:45

#40 Bochum
1. Flugzeuge im Bauch (#40Bochum) (mit Céline) – 3:01
2. Männer (#40Bochum) (mit Dilla) – 3:15
3. Alkohol (#40Bochum) (mit Bausa & Chapo102) – 2:46
4. Mambo (#40Bochum) (mit Jeremias) – 2:53
5. Für Dich da (#40Bochum) (mit Lea) – 3:04

Bochum (2024 Mix)
1. Bochum (2024 Mix) – 3:41
2. Männer (2024 Mix) – 4:20
3. Flugzeuge im Bauch (2024 Mix) – 4:07
4. Alkohol (2024 Mix) – 4:30
5. Amerika (2024 Mix) – 3:18
6. Für dich da (2024 Mix) – 3:26
7. Jetzt oder nie (2024 Mix) – 5:10
8. Fangfragen (2024 Mix) – 4:16
9. Erwischt (2024 Mix) – 5:28
10. Mambo (2024 Mix) – 2:45

## Singleauskopplungen
| Jahr | Titel              | Höchstplatzierung, Gesamtwochen, AuszeichnungChartplatzierungen (Jahr, Titel, , Platzierungen, Wochen, Auszeichnungen, Anmerkungen) | Höchstplatzierung, Gesamtwochen, AuszeichnungChartplatzierungen (Jahr, Titel, , Platzierungen, Wochen, Auszeichnungen, Anmerkungen) | Anmerkungen                           |
| Jahr | Titel              | DE | CH | Anmerkungen                           |
| ---- | ------------------ | --- | --- | ------------------------------------- |
| 1984 | Männer             | DE7 (26 Wo.)DE | CH27 (5 Wo.)CH | Erstveröffentlichung: 4. Juni 1984    |
| 1984 | Alkohol            | DE33 (10 Wo.)DE | — | Erstveröffentlichung: 8. Oktober 1984 |
| 1985 | Flugzeuge im Bauch | DE44 (10 Wo.)DE | — | Erstveröffentlichung: 4. Februar 1985 |

## Rezeption

### Rezensionen
Nach Ansicht des Publizisten und Popmusikexperten Jürgen Stark hatte Grönemeyer bereits in seinen dem Album vorhergehenden Werken „mit der Aura des gnadenlos Bürgerlich-Bodenständigen“ linke Themen aufgegriffen. Mit 4630 Bochum sei Grönemeyer zum Ruhrpott-Kumpel geworden, der über Männer, Kinder und Alkohol so singe, wie man in rheinischen Szenekneipen denke. Die Frauenbewegung, so Stark weiter, könne „über Grönemeyers Selbsterkenntnisse als bekehrter Softie schmunzeln und sich über den Sieg freuen“.
Das Rolling-Stone-Magazin zählt das Album zu einem der „50 Ereignisse, die den Rock’n’Roll veränderten“. Bei einer Zuhörerwahl der besten Alben aller Zeiten des Senders WDR 2 belegte 4630 Bochum als bestes deutschsprachiges Album Platz 10.
Der Titeltrack des Albums wird von vielen Bochumern als eine Art inoffizielle „Hymne der Stadt“ angesehen. Seit dem 20. März 1992 wird der Song unter anderem, neben dem Vereinslied, vor jedem Heimspiel des VfL Bochum gesungen. Das Solo des Titels enthält laut Rolling Stone „einige falsche Töne, was so gut zu der Hommage an die graue, marode Grubenstadt mit dem Herzen auf dem rechten Fleck“ passt.
Die Jugendzeitschrift Bravo bezeichnete den Song Männer als „griffige Männeranmache“. Für den Spiegel handelt es sich bei dem Lied um „halb Satire, halb Eloge, teils Men’s Lib, teils Chauvi-Restauration“. Der Song scheine „den Nerv aller (emanzipationsgeschädigten?) Männer getroffen zu haben“. Grönemeyer, so der Spiegel weiter, rücke „den Überbleibseln nicht-reformierter Männlichkeit wie verstopften Arterien und emotionaler Verklemmtheit […] mit harten Rhythmen zuleibe und mit einer hellen, kehligen, sich manchmal überschlagenden Stimme.“ Der Song wurde mehrfach gecovert oder zum Bezugspunkt für andere Songs, darunter Männer! von The Admirals.

### Kontroverse umMambo
Von dem Lied Mambo erschien im Sommer 1999 eine freie Neuinterpretation des holländischen Musikprojekts Loona mit dem Titel Mamboleo. Das spanischsprachige Lied verwendet die Melodie von Grönemeyers Song Mambo. Textlich handelt der spanische Song von einem Flirt zwischen einem Mann und einer Frau auf einer Party. Das deutschsprachige Original-Lied dagegen erzählt die Geschichte über einen Autofahrer, der verzweifelt einen Parkplatz sucht auf dem Weg zu seiner Frau. Das ursprüngliche Musikvideo in Farbe zu Loonas Mamboleo, in dem man die Sängerin mit einer ausgelassenen Partymeute tanzend an einem sommerlichen Strand sieht, gefiel dem Urheber Herbert Grönemeyer nicht, weshalb er die Erlaubnis zur Verwendung der Melodie seines Songs Mambo zurückzuziehen drohte. Obwohl das Video bereits veröffentlicht war und im Musikfernsehen wie Viva lief, konnte Grönemeyer erwirken, dass ein neues Musikvideo gedreht werden musste, ein schwarz-weißer Videoclip, in dem Sängerin Loona mit zahlreichen Darstellern mitten in einem städtischen Verkehrsstau tanzt.

### VfL Bochum
Im DFB-Pokal 2024/25 engagierte sich Herbert Grönemeyer beim VfL Bochum als Ärmelsponsor. In Anlehnung an sein 1984 veröffentlichtes Album bestritt der Club sein einziges Spiel des Turniers gegen den SSV Jahn Regensburg mit dem Schriftzug „HG 4630 Bochum“ auf dem Ärmel des Trikotsatzes.

## Kommerzieller Erfolg

### Chartplatzierungen
Das Album stieg am 28. Mai 1984 auf Platz 30 in die deutschen Albumcharts ein und erreichte schließlich am 17. September 1984 die Chartspitze. Das Album platzierte sich fünf Wochen an ebendieser sowie 53 Wochen in den Top 10 und 147 Wochen in den Top 100. Es zählt damit zu den erfolgreichsten Dauerbrennern in den Top 10 sowie den erfolgreichsten Dauerbrennern der Albumcharts. 1984 belegte es zudem die Chartspitze der Album-Jahrescharts. Im Folgejahr belegte es nochmals den dritten Rang der Album-Jahrescharts, womit es erst das fünfte Album war, dass sich wiederholt in den Top 3 der deutschen Jahrescharts platzieren konnte. In der Schweiz und Österreich platzierte sich das Album 13 beziehungsweise 24 Wochen in den Charts.
| ChartsChartplatzierungen | Höchstplatzierung | Wochen |
| ------------------------ | ----------------- | ------ |
| Deutschland (GfK)        | 1 (147 Wo.)       | 147    |
| Österreich (Ö3)          | 7 (24 Wo.)        | 24     |
| Schweiz (IFPI)           | 12 (13 Wo.)       | 13     |

| ChartsJahrescharts (1984) | Platzierung |
| ------------------------- | ----------- |
| Deutschland (GfK)         | 1           |

| ChartsJahrescharts (1985) | Platzierung |
| ------------------------- | ----------- |
| Deutschland (GfK)         | 3           |
| Österreich (Ö3)           | 18          |

### Auszeichnungen für Musikverkäufe
Mit über 2,75 Millionen verkauften Exemplaren nimmt es unter den meistverkauften Alben in Deutschland, zusammen mit dem 1968 veröffentlichen zweiten Album von Heintje, Platz fünf ein. Dabei verkaufte sich mit Grönemeyers Mensch nur ein deutschsprachiges Album besser. Es wurde hierfür 11-mal mit Gold ausgezeichnet.
| Land/Region        | Auszeichnungen für Musikverkäufe (Land/Region, Auszeichnung, Verkäufe) | Verkäufe  |
| ------------------ | ---------------------------------------------------------------------- | --------- |
| Deutschland (BVMI) | 11× Gold                                                               | 2.750.000 |
| Österreich (IFPI)  | 2× Platin                                                              | 100.000   |
| Schweiz (IFPI)     | Platin                                                                 | 50.000    |
| Insgesamt          | 1× Gold · 8× Platin ·                                                  | 2.900.000 |